# Polskie Towarzystwo Psychoonkologiczne
Polskie Towarzystwo Psychoonkologiczne, PTPO – powstałe w 1992 roku stowarzyszenie zajmujące się różnorodną pomocą osobom chorującym na nowotwory, badaniami naukowymi i działalnością szkoleniowo-oświatową w zakresie psychoonkologii i pokrewnych dziedzin nauki.  

## Opis
W marcu 2005 zarząd stowarzyszenia utworzył Krajową Szkołę Psychoonkologii, w której prowadzone są szkolenia dla personelu medycznego.  
Od stycznia 2009 roku PTPO jest organizacją pożytku publicznego. Po spełnieniu wymogów Komisja Certyfikacyjna powołana przez Zarząd Stowarzyszenia PTPO wydaje Certyfikaty Psychoonkologa oraz Superwizora Psychoonkologa.  
Prezesem stowarzyszenia do 2016 roku była współinicjatorka powołania i założycielka PTPO prof. Krystyna de Walden-Gałuszko. Od 2016 do 2023 roku stanowisko prezesa PTPO piastowała Marzena Samardakiewicz.  
We wrześniu 2023 roku w wyniku wyborów podczas Walnego Zebrania członków stowarzyszenia stanowisko prezesa PTPO objął Sebastian Artur Zdończyk. 
W 2024 powstały dwa oddziały PTPO: 
- Wielkopolski Oddział Polskiego Towarzystwa Psychoonkologicznego z siedzibą w Poznaniu, którego prezesem jest Jan Gruszka
- Dolnośląski Oddział Polskiego Towarzystwa Psychoonkologicznego z siedzibą we Wrocławiu, którego prezesem jest Agata Kołodziejczyk